# Andrew Agnew, 5. Baronet
Sir Andrew Agnew, 5. Baronet JP (* 21. Dezember 1687; † 14. August 1771) war ein schottisch-britischer Offizier.

## Leben
Er war der älteste Sohn des Sir James Agnew, 4. Baronet (vor 1660–1735) aus dessen Ehe mit Lady Mary Montgomerie, Tochter des 8. Earl of Eglinton. Beim Tod seines Vaters erbte er am 9. März 1735 dessen schottischen Adelstitel als 5. Baronet, of Lochnaw in the County of Wigtown.
Er trat 1705 als Cornet der Royal Scots Dragoons in die britische Armee ein und nahm während des Spanischen Erbfolgekriegs an den Feldzügen des Duke of Marlborough teil. Ab 1718 diente er im Regiment der Royal North British Fuzileers und stieg 1740 als Lieutenant-Colonel zu dessen Kommandeur auf.
Der Spruch „Don't shoot until you see the whites of their eyes“ (Schießt nicht, bevor ihr nicht das Weiße in ihren Augen seht) stammt von ihm. Er richtete ihn diesen während des Österreichischen Erbfolgekrieg in der Schlacht bei Dettingen am 27. Juni 1743 an seine Männer der Royal North British Fuzileers.
Während der Jakobitenaufstandes von 1745 hielt er 1746 als Kommandeur der Garnison von Blair Castle einer zweiwöchigen Belagerung durch die Truppen von Charles Edward Stuart stand. Nach der Schlacht bei Culloden wurde er zum Colonel des 53rd Regiment of Foot (10th Marines) ernannt und hatte dieses Amt bis zur Auflösung dieses Regiments, 1748, inne.
1750 wurde er zum Major-General befördert und erhielt das Amt des Gouverneurs der Festung Tynemouth, das er bis zu seinem Tod innehatte. 1759 wurde er zum Lieutenant-General befördert.
Durch den Heritable Jurisdictions (Scotland) Act 1746 verlor er sein erbliches Richteramt des Sheriffs von Wigtonshire und wurde dafür mit einer Summe von 4000 £ kompensiert.
Aus seiner am 12. Mai 1714 in London geschlossenen Ehe mit Eleanora Agnew (1699–1785) hatte er 21 Kinder (von denen vier jung starben). Sein ältester überlebender Sohn Stair Agnew (1734–1809) beerbte ihn bei seinem Tod, 1771, als 6. Baronet.
Ein Gemälde von ihm befindet sich in der Scottish National Gallery.